# Amt Behrungen
Das Amt Behrungen war als Kellerei Behrungen eine kleine territoriale Verwaltungseinheit der Grafschaft Henneberg. Nach dem Aussterben der Grafen von Henneberg-Schleusingen 1583 kam das Amt unter gemeinsame Verwaltung der albertinischen und ernestinischen Wettiner. Durch Aufteilung der Grafschaft Henneberg im Jahr 1660 wurde das Amt dem Herzogtum Sachsen-Altenburg zugeteilt. Danach gehörte es ab 1672 zum Herzogtum Sachsen-Gotha-Altenburg und durch Erbteilung ab 1680 zum Herzogtum Sachsen-Römhild.
Da diese Linie bereits 1710 ausstarb, wurde die Kellerei Behrungen nun dem Herzogtum Sachsen-Hildburghausen zugeordnet. Das „Amt Behrungen“ entstand nach der Zuteilung von vier Sachsen-Meiningischen Orten an Sachsen-Hildburghausen, wodurch diese mit der Kellerei Behrungen vereint wurden. Das Amt Behrungen kam 1826 an das Herzogtum Sachsen-Meiningen.
Bis zur Verwaltungs- und Gebietsreform des Herzogtums Sachsen-Meiningen im Jahr 1829 und der damit verbundenen Auflösung bildete es als Amt den räumlichen Bezugspunkt für die Einforderung landesherrlicher Abgaben und Frondienste, für Polizei, Rechtsprechung und Heeresfolge.

## Geographische Lage
Das Gebiet der Kellerei bzw. des Amts Behrungen gehört historisch zum Henneberger Land und lag im thüringischen Nordteil des Grabfeldes. Behrungen liegt im Tal des Baches Bahra, Rentwertshausen liegt an der Bibra, welche beide Nebenflüsse der Werra sind. Das Amtsgebiet liegt heute im Südwesten des Freistaats Thüringen an der Grenze zum bayerischen Regierungsbezirk Unterfranken und gehört zum Landkreis Schmalkalden-Meiningen.
Angrenzende Verwaltungseinheiten waren:
- im Norden: Amt Maßfeld (Grafschaft Henneberg, ab 1680 Sachsen-Meiningen),
- im Osten: Teil des Amts Römhild (vor 1555 Grafschaft Henneberg, ab 1572 zu Sachsen-Coburg, ab 1640 zu Sachsen-Altenburg, ab 1672 zu Sachsen-Gotha, ab 1680 zu Sachsen-Römhild, ab 1710 zu 2/3 zu Sachsen-Meiningen und zu 1/3 zu Sachsen-Coburg-Saalfeld, ab 1826 ganz zu Sachsen-Meiningen),
- im Süden und im Westen: Teil des Amts Römhild (vor 1555 Grafschaft Henneberg, ab 1572 zu Sachsen-Coburg, ab 1640 zu Sachsen-Altenburg, ab 1672 zu Sachsen-Gotha, ab 1680 zu Sachsen-Römhild, ab 1710 zu 2/3 zu Sachsen-Meiningen und zu 1/3 zu Sachsen-Coburg-Saalfeld, ab 1808 zum Großherzogtum Würzburg, ab 1815 zu Bayern),
- im Südwesten: der Ort Hendungen (erst Grafschaft Henneberg, ab 1586 zum Hochstift Würzburg, ab 1803 zu Bayern, ab 1805 zum Fürstentum Würzburg bzw. 1808 Großherzogtum Würzburg, ab 1815 zu Bayern).

Im Osten grenzte auch der Ort Wolfmannshausen an das Amt. Er gehörte bis 1808 als Exklave zum Hochstift Würzburg bzw. Großherzogtum Würzburg und kam im Austausch mit dem im Westen des Amts angrenzenden Ort Sondheim im Grabfeld an das Amt Römhild.

## Geschichte

### Grafschaft Henneberg
Der 795 erstmals erwähnte Ort Behrungen lag im 13. Jahrhundert auf dem Gebiet der Grafschaft Henneberg. Bei der Hennebergischen Hauptteilung kam er 1274 wie das benachbarte Hendungen an die Linie Henneberg-Aschach, welche sich nach der Verlegung des Stammsitzes in das benachbarte Römhild später als „Henneberg-Römhild“ bezeichnete.
Durch eine Erbteilung der Grafschaft Henneberg-Aschach(-Römhild) im Jahr 1468 gelangte Behrungen an den „Römhilder Teil“ unter Graf Friedrich II. von Henneberg-Aschach († 1488). Bei einer weiteren Erbteilung unter den Enkelsöhnen von Friedrich II. von Henneberg-Aschach im Jahr 1532 kam der Ort an Albrecht von Henneberg–Schwarza. Mit dessen Tod im Jahr 1549 erlosch die Linie Henneberg-Schwarza.
Die Güter Albrechts von Henneberg-Schwarza sollten durch testamentarische Festlegung an seine Frau Katharina, geborene Gräfin zu Stolberg, fallen. Jedoch ergriffen die Grafen von Henneberg-Schleusingen von dem Erbe Besitz, wodurch Behrungen seitdem zu dieser Linie gehörte. Nach dem Aussterben der Grafen von Henneberg im Jahr 1583 kam die „Kellerei Behrungen“, wie der Verwaltungsbezirk um den Ort genannt wurde, als Teil der Grafschaft Henneberg-Schleusingen gemäß dem Kahlaer Vertrag von 1554 unter gemeinschaftliche Verwaltung der ernestinischen und albertinischen Wettiner.

### Ernestinische Herzogtümer
Bei der Realteilung der Grafschaft Henneberg im Jahr 1660 kam die Kellerei Behrungen an das Herzogtum Sachsen-Altenburg. Mit dem Aussterben der Linie Sachsen-Altenburg im Jahr 1672 fiel die Kellerei an das Herzogtum Sachsen-Gotha, welches sich seitdem Sachsen-Gotha-Altenburg nannte. Dieses wurde 1680 geteilt, wodurch Behrungen zum Herzogtum Sachsen-Römhild kam. Nachdem die Linie Sachsen-Römhild bereits 1710 wieder ausgestorben war, teilte man die Kellerei Behrungen nach Beendigung der Erbschaftsstreitigkeiten dem Herzogtum Sachsen-Hildburghausen zu.
In Folge des "Schalkauer Tauschvertrages" erhielt im Jahre 1723 das Fürstentum Sachsen-Hildburghausen im Tausch gegen das Amt Schalkau vom Herzogtum Sachsen-Meiningen die Orte Queienfeld, Rentwertshausen, Berkach und Schwickershausen (Meiningischer Anteil), welche seitdem mit Behrungen das „Amt Behrungen“ bildeten. Im Jahr 1808 einigten sich das Herzogtum Sachsen-Hildburghausen und das Großherzogtum Würzburg auf einen Übergang der Würzburger Lehen in Berkach an Sachsen-Hildburghausen.
Das Aussterben der Linie Sachsen-Gotha-Altenburg im Jahre 1826 erforderte eine Neuordnung der ernestinischen Herzogtümer. Dabei fiel ein Großteil von Sachsen-Hildburghausen, darunter auch das Amt Behrungen, an das Herzogtum Sachsen-Meiningen, welches Behrungen mit dem zugehörigen kleinen Amt sofort dem nun ebenfalls meiningischen Amt Römhild angliederte. Dadurch wurden nun auch die Anteile von Schwickershausen wieder unter einer Herrschaft vereint.
Im Rahmen der Neuorganisation des Meininger Staatsgebietes wurden die Ämter bis 1829 aufgelöst und Justiz und Verwaltung voneinander getrennt. Die Amtsgeschäfte wurden nun in Verwaltungsangelegenheiten in dem für Behrungen zuständigen „Verwaltungsamt Römhild“ und die Gerichtsaufgaben dem entsprechenden Justizamt übertragen. Bei einer strukturellen Neuordnung des Herzogtums Sachsen-Meiningen im Jahr 1868 wurde aus den Verwaltungsämtern Römhild und Hildburghausen der  Landkreis Hildburghausen gebildet, zu dem Behrungen kam. Die anderen vier Orte wurden dem Landkreis Meiningen angegliedert.

## Zugehörige Orte
Dörfer
- Behrungen
- Queienfeld (bis 1723 zum Amt Meiningen)
- Rentwertshausen (bis 1723 zum Amt Maßfeld)
- Berkach (bis 1723 zum Amt Maßfeld)
- Schwickershausen (Meiningischer Anteil) (bis 1723 zum Amt Maßfeld)